# Эннафа
Энна́фа (устар. Енна́фа) — женское личное имя.

## Гипотезы о происхождении
Происхождение имени Эннафа имеет несколько версий.
1. Еннафа (Ениафа, Эннафа) — «водворяющаяся в храм» (греч.)[1]
2. От сирийск. anafat, что означает — «гордость» или ennaf, annaf «польза», «добро», «благо»[2]

## Именины
Православные Именины (Даты указаны по григорианскому календарю):
- 23 февраля — мученица Еннафа дева.
- 22 июня — мученица Еннафа[3].
- 16 июля — Еннафа из Газы[4]
- 13 ноября — мученица Еннафа (Манафа)[5][6].

В России имя «Эннафа» было очень редким: так, по подсчётам В. Д. Бондалетова, изучавшего ономастику России на примере Пензы, в период 1892—1902 годов это имя было дано лишь один раз (из 13 422 девочек); по редкости оно сопоставимо с такими именами, как Синклитикия, Феврония, Констанция. В послереволюционное время (до 1969 года) оно не встретилось ни разу.

## Святые
В православии почитается св. Еннафа Газская [греч. ᾿Ενναθᾶ] († 308), мученица Кесарие-Палестинская (память мучениц дев Еннафы, Валентины и Павлы, 10 февраля по старому стилю / 23 февраля по григорианскому календарю). Еннафа была родом из Газы. Пострадала при имп. Галерии (305—311) по приказу правителя Фирмилиана за исповедание христианства и отказ принести жертву языческим богам.

## Известные личности
- Еннафа Васильевна Никитина — советская учёная-ботаник

## Варианты написания на других языках
рус. Эннафа, Еннафа
греч. ᾿Ενναθᾶ [Ennathá]
англ. Ennafa, Ennatha
болг. Енната

## Сокращённые формы имени
Эна́фка; Э́нна; Э́на; На́фа.